# Limnophora spinata
Limnophora spinata är en tvåvingeart som beskrevs av Stein 1914. Limnophora spinata ingår i släktet Limnophora och familjen husflugor.
Artens utbredningsområde är Kenya. Inga underarter finns listade i Catalogue of Life.